# El pueblo unido jamás será vencido
El pueblo unido jamás será vencido (« Le peuple uni jamais ne sera vaincu ») est une chanson chilienne écrite par le groupe Quilapayún et composée par le musicien Sergio Ortega en 1973.

## Histoire
La chanson est écrite en 1973 en soutien à Salvador Allende, quelques mois avant le coup d'État au Chili. Elle est composée « rapidement lors d'un déjeuner », par les Quilapayún, pour les paroles, et Sergio Ortega, pour la musique, telle « une marche, très rythmée, à usage politique immédiat », selon le guitariste du groupe Hugo Lagos. Interprétée par le groupe à Santiago le 4 juillet 1973, elle connaît un très grand succès.
Au fil du temps, cette chanson est devenue un symbole d'unité et de solidarité populaire pour des citoyens opprimés de tous pays luttant pour la liberté et l'égalité, dépassant son rapport direct avec le Chili. Elle a été traduite en plusieurs langues.
En Iran, l'air a été repris par les militants de la révolution islamique dans un chant nommé Barpakhiz. 
En Corse, la chanson est reprise en langue corse par le groupe Tavagna. Elle s'intitule 'Un populu unitu' et figure sur l'album Chjamu, sorti en 1981.
Le groupe punk Sham 69 a composé une chanson qui s'en inspire (et qui reprend le même air) intitulée If the Kids Are United.
En Bolivie, la phrase El pueblo unido, jamás será vencido fut scandée par les manifestants durant la période de la guerre de l'eau dans les années 2000[réf. nécessaire].
Plus récemment, la chanson est reprise par Heyoka, mêlant français et espagnol.
Dans certaines versions, la phrase El pueblo unido jamás será vencido dans le dernier couplet est remplacée par El pueblo armado jamás será aplastado (« Le peuple armé ne sera jamais écrasé »).

## Paroles
| Version originale El pueblo unido jamás será vencido, ¡el pueblo unido jamás será vencido! De pie, cantar, que vamos a triunfar. Avanzan ya banderas de unidad, y tú vendrás marchando junto a mí y así verás tu canto y tu bandera florecer. La luz de un rojo amanecer anuncia ya la vida que vendrá. De pie, luchar, el pueblo va a triunfar. Será mejor la vida que vendrá a conquistar nuestra felicidad, y en un clamor mil voces de combate se alzarán, dirán, canción de libertad, con decisión la patria vencerá. Y ahora el pueblo que se alza en la lucha con voz de gigante gritando: ¡Adelante! El pueblo unido jamás será vencido, ¡el pueblo unido jamás será vencido! La patria está forjando la unidad. De norte a sur se movilizará, desde el Salar ardiente y mineral al Bosque Austral, unidos en la lucha y el trabajo irán la patria cubrirán. Su paso ya anuncia el porvenir. De pie, cantar, el pueblo va a triunfar millones ya imponen la verdad. De acero son ardiente batallón. Sus manos van llevando la justicia y la razón, mujer, con fuego y con valor, ya estás aquí junto al trabajador. Y ahora el pueblo que se alza en la lucha con voz de gigante gritando: ¡Adelante! El pueblo unido jamás será vencido, ¡El pueblo unido jamás será vencido! | Traduction française Le peuple uni ne sera jamais vaincu, Le peuple uni ne sera jamais vaincu ! Debout, chantons, que nous allons triompher. Ils avancent déjà, les drapeaux d'unité, Et tu viendras, marchant à mes côtés, Et ainsi tu verras fleurir ton chant et ton drapeau. La lumière rouge d'un lever de soleil, Annonce déjà la vie qui viendra. Debout, combattons, Le peuple triomphera. La vie qui viendra sera meilleure Conquérir notre bonheur, Et en une clameur, mille voix de combat Se soulèveront, elles diront, Chanson de liberté, Décidée, la patrie vaincra. Et maintenant, le peuple qui se soulève dans la lutte Avec des voix de géants criant : En avant ! Le peuple uni ne sera jamais vaincu, Le peuple uni ne sera jamais vaincu ! La patrie forge l'unité. De nord au sud, elle se mobilisera, Du Salar ardent et minéral A la forêt australe, Unis dans la lutte et dans le travail, ils iront Ils protègeront la patrie. Son pas annonce déjà l'avenir. Debout, luttons, que nous allons triompher Des millions déjà imposent la vérité. Ils sont d'acier, ardent bataillon. Leurs bras vont porter la justice Et la raison, femme, Avec feu et valeur, Déjà tu es ici, avec le travailleur. Et maintenant, le peuple qui se soulève dans la lutte Avec des voix de géants criant : En avant ! Le peuple uni ne sera jamais vaincu, Le peuple uni ne sera jamais vaincu ! |  |